# Dr. Horrible's Sing-Along Blog
Dr. Horrible's Sing-Along Blog é uma minissérie musical de comédia dramática de 2008 em três atos, produzida exclusivamente para distribuição na Internet. Filmado e ambientado em Los Angeles, o show conta a história do Dr. Horrible (interpretado por Neil Patrick Harris), um aspirante a supervilão; Capitão Hammer (Nathan Fillion), seu inimigo super-heróico; e Penny (Felicia Day), uma trabalhadora de caridade e seu interesse amoroso em comum.
A série foi escrita pelo escritor/diretor Joss Whedon, seus irmãos Zack Whedon (roteirista) e Jed Whedon (compositor) e roteirista/atriz Maurissa Tancharoen. A equipe escreveu o musical durante a greve do Writers Guild of America de 2007-2008. A ideia era criar algo pequeno e barato, mas feito profissionalmente, de uma forma que contornasse as questões que estavam sendo protestadas durante a greve. A recepção tem sido extremamente positiva. Em 31 de outubro de 2008, a revista Time nomeou-o em 15º lugar entre as 50 principais invenções de 2008 da Time. Ele também ganhou o People's Choice Award por "Sensação Online Favorita" e o Hugo Award de 2009 por Melhor Apresentação Dramática, Formato Curto. No Streamy Awards inaugural de 2009 para televisão na web, Dr. Horrible ganhou sete prêmios: Audience Choice Award de Melhor Série da Web, Melhor Direção para Série de Comédia na Web, Melhor Roteiro para Série de Comédia na Web, Melhor Ator Masculino em Série de Comédia na Web ( Harris), Melhor Edição, Melhor Fotografia e Melhor Música Original. Ele também ganhou o Prêmio Creative Arts Emmy de 2009 para Melhor Classe Especial – Programas de entretenimento live-action de formato curto.